# Ирфан Бахдим
Ирфан Харис Бахдим (11. август 1988) индонезијски је фудбалер.

## Репрезентација
За репрезентацију Индонезије дебитовао је 2010. године. За национални тим одиграо је 32 утакмице и постигао 11 голова.

## Статистика
| Индонезија | Индонезија | Индонезија |
| Год.       | Ута.       | Гол.       |
| ---------- | ---------- | ---------- |
| 2010       | 8          | 2          |
| 2011       | 4          | 0          |
| 2012       | 9          | 4          |
| 2013       | 2          | 0          |
| 2014       | 3          | 1          |
| 2015       | 0          | 0          |
| 2016       | 3          | 3          |
| 2017       | 3          | 1          |
| Укупно     | 32         | 11         |